# NGC 7511
NGC 7511 (другие обозначения — PGC 70691, UGC 12412, MCG 2-59-7, ZWG 431.12, IRAS23099+1327) — галактика в созвездии Пегас.
Этот объект входит в число перечисленных в оригинальной редакции «Нового общего каталога».